# Rencontres internationales de cerfs-volants de Berck
Les Rencontres internationales de cerfs-volants (RICV) est un événement organisé chaque année depuis 1987 sur la plage de Berck dans le Pas-de-Calais.
Pour la 35e édition, en 2022, 400 cerfs-volistes ont été invités et l'office du tourisme a enregistré une affluence record avec 800 000 visiteurs.
La 38e édition se déroule du 12 au 21 avril 2025, avec pour thème l’Amérique du nord au sud. 

## Historique
L'histoire des rencontres internationales de cerfs-volants commence, à Berck, en 1887, avec les débuts de la photographie aérienne. Des hommes comme Émile Wenz, Amédée Delcourt, Georges Beau et Henri Chardon viennent à Berck pour réaliser des photos de berck, vue du ciel, prises avec l'aide de cerfs-volants. 

Photographies de Berck par Émile Wenz, vers 1890
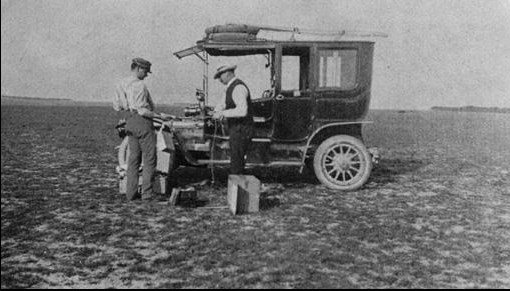
Préparation du cerf-volant à Berck.
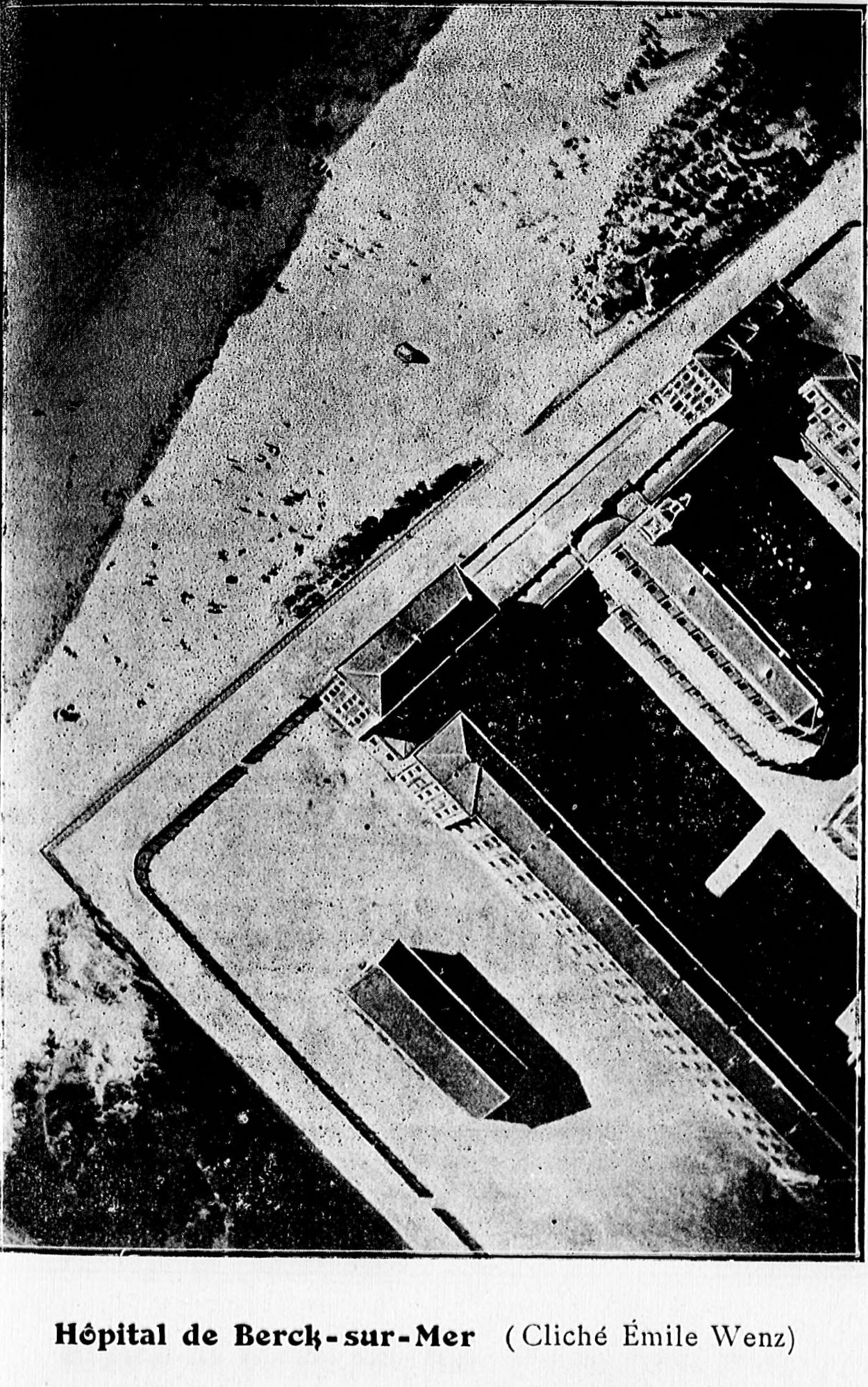
L'hôpital de Berck.
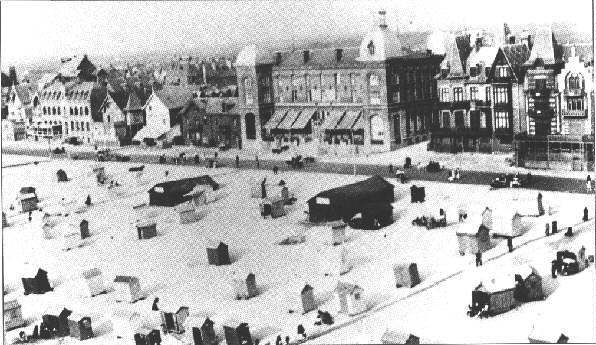
Le front de mer.

Mais on doit la création, en 1987, des premières Rencontres internationales, à des passionnés belges de photographie par cerf-volant, Michel Dusariez et Geoffroy de Beauffort, ils s'étaient réunis à l'époque pour célébrer les 100 ans de la première photographie aérienne par cerf-volant.
Pour la 35e édition, en 2022, 400 cerfs-volistes ont été invités et l'office du tourisme a enregistré une affluence record avec 800 000 visiteurs,.
Voici les dates des différentes rencontres :
| Éditions | Dates                             |
| -------- | --------------------------------- |
| 1re      | Les 4 et 5 avril 1987             |
| 2e       | 1988                              |
| 3e       | Les 8 et 9 avril 1989             |
| 4e       | Les 7 et 8 avril 1990             |
| 5e       | Du 12 au 14 avril 1991            |
| 6e       | Du 3 au 5 avril 1992              |
| 7e       | Du 2 au 4 avril 1993              |
| 8e       | Du 2 au 10 avril 1994             |
| 9e       | Du 8 au 17 avril 1995             |
| 10e      | Du 30 mars au 8 avril 1996        |
| 11e      | Du 29 mars au 6 avril 1997        |
| 12e      | Du 4 au 13 avril 1998             |
| 13e      | Du 27 mars au 5 avril 1999        |
| 14e      | Du 1er au 10 avril 2000           |
| 15e      | Du 31 mars au 8 avril 2001        |
| 16e      | Du 6 au 15 avril 2002             |
| 17e      | Du 5 au 13 avril 2003             |
| 18e      | Du 16 au 25 avril 2004            |
| 19e      | Du 8 au 17 avril 2005             |
| 20e      | Du 8 au 17 avril 2006             |
| 21e      | Du 31 mars au 9 avril 2007        |
| 22e      | Du 5 au 13 avril 2008             |
| 23e      | Du 18 au 26 avril 2009            |
| 24e      | Du 10 au 18 avril 2010            |
| 25e      | Du 16 au 25 avril 2011            |
| 26e      | Du 7 au 16 avril 2012             |
| 27e      | Du 13 au 21 avril 2013            |
| 28e      | Du 12 au 21 avril 2014            |
| 29e      | Du 18 au 26 avril 2015            |
| 30e      | Du 9 au 17 avril 2016             |
| 31e      | Du 1er au 9 avril 2017            |
| 32e      | Du 14 au 22 avril 2018            |
| 33e      | Du 4 au 14 avril 2019             |
| 34e      | Du 11 au 19 avril 2020 (annulée ) |
| 35e      | Du 23 avril au 1er mai 2022       |
| 36e      | 15 au 23 avril 2023               |
| 37e      | Du 20 au 28 avril 2024            |
| 38e      | Du 12 au 21 avril 2025            |

## Programme

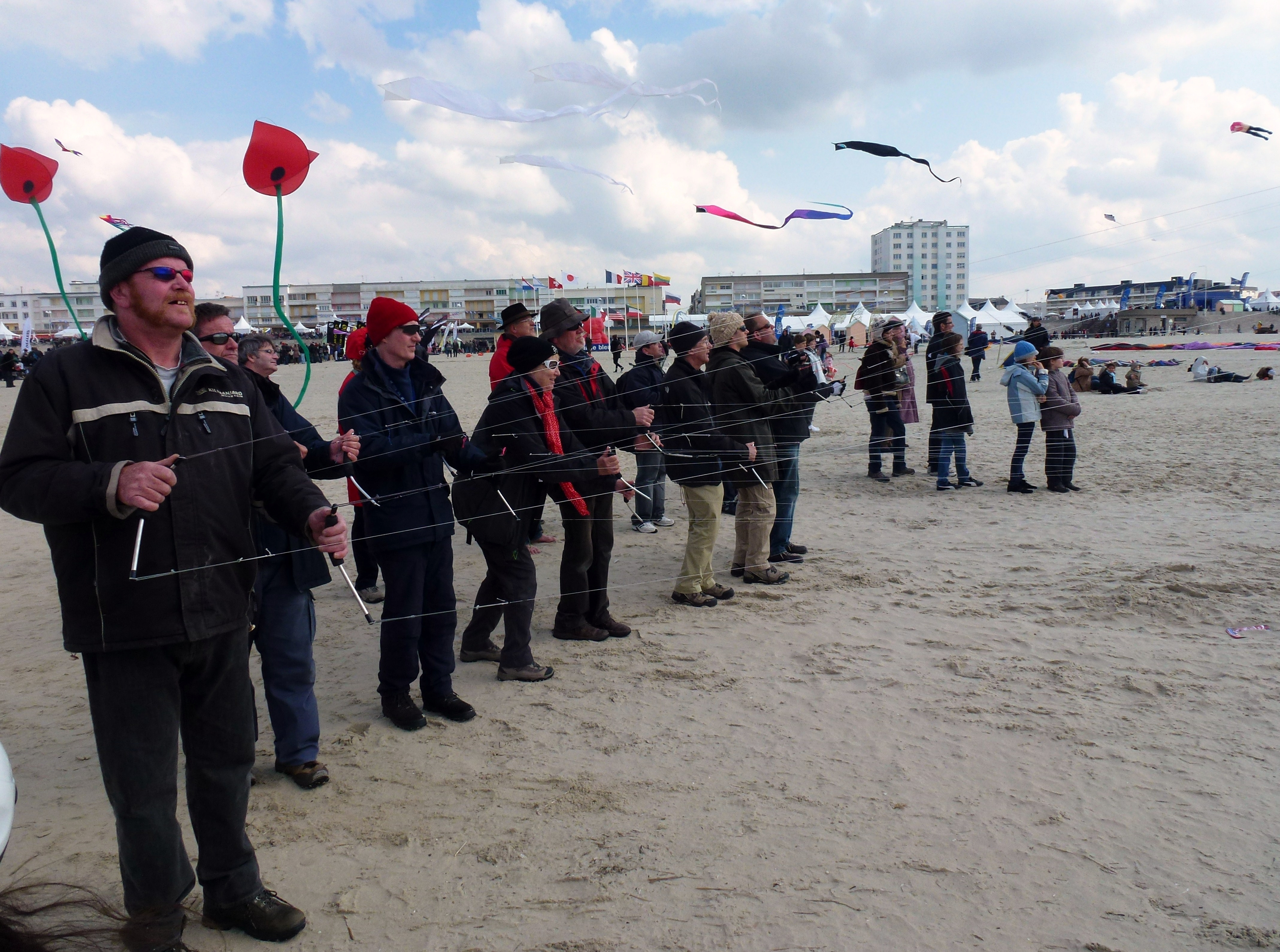
L'équipe « Cerfs-Volants Folie » lors de la internationale des cerfs-volants en 2012.

Plusieurs milliers de cerfs-volants volent pendant une semaine sur la plage de Berck.
Les visiteurs peuvent assister à :
- des spectacles (ballets aériens) ;
- des animations pour les enfants[6] ;
- des compétitions opposant des équipes venant du monde entier[6] ;
- des vols de nuit et des spectacles pyrotechniques[7];
- des feux d'artifice[8].

Lors des 35e et 36e éditions, le vol de nuit a été remplacé par un défilé des cerf-volistes dans la ville.
Lors de la 37e édition, le défilé est remplacé par une présentation des délégations

## Compétition
Les RICV ont accueilli plusieurs compétitions, notamment les championnats du monde de cerf volant deux lignes en équipe avec Cervoling International.
Cervoling international (championnats du monde de cerfs-volants en équipe) :
- 2002, vainqueurs Overdrive (France)
- 2003, vainqueurs Overdrive (France)
- 2004, vainqueurs Element'air (France)
- 2006, vainqueurs Cutting-Edge (Etats-unis)
- 2008, vainqueurs Air-rex (Japon)
- 2010, vainqueurs Scratch Bunnies (Royaume Uni)
- 2012, vainqueurs Scratch Bunnies (Royaume Uni)
- 2014, vainqueurs Scratch Bunnies (Royaume Uni)
- 2016, vainqueurs Start'Air (France)
- 2018, vainqueurs Start'Air (France)
- 2020, ANNULE

Coupe des champions
- 2022, vainqueur Valentin Martinet

## Fréquentation
Chaque année, les RICV accueillent plusieurs centaines de milliers de visiteurs, venant de toute la région mais également de toute la France et de toute l'Europe. L'événement bénéficie d'une forte exposition médiatique.  
Cette forte fréquentation engendre de très importantes difficultés à certaines heures pour rentrer et sortir de la commune.

## Pour approfondir